# Tina Lifford
Tina Lifford (Evanston (Illinois), 1 mei 1954) is een Amerikaanse actrice.

## Carrière
Lifford begon in 1983 met acteren in de televisieserie Hill Street Blues. Hierna heeft ze nog meer dan 100 rollen gespeeld in televisieseries en films zoals Knots Landing (1983-1988), L.A. Law (1993), Star Trek: Deep Space Nine (1995), Babe (1995), Pay It Forward (2000), Hostage (2005), Crime Scene Investigation (2004-2005) en Parenthood (2010-2011).

## Filmografie

### Films
Selectie:
- 2016 Worry Dolls - als Della
- 2006 Catch and Release – als Eve
- 2005 Urban Legends: Bloody Mary – als Grace Taylor
- 2005 Hostage – als Laura Shoemaker
- 2002 Blood Work – als Jaye Winston
- 2000 Pay It Forward – als hoofd van school
- 1991 Wedlock – als politieagente
- 1991 New Jack City – als verslaafde
- 1989 The Fabulous Baker Boys – als stem
- 1988 Casual Sex? – als stem
- 1988 Colors – als mrs. Craig
- 1987 Jaws: The Revenge – als stem

### Televisieseries
Uitgezonderd eenmalige gastrollen.
- 2016 - 2022 Queen Sugar - als Violet Bordelon - 88 afl.
- 2020 Filthy Rich - als Monique - 3 afl.
- 2015 - 2017 Scandal - als CIA directrice Lowry - 6 afl.
- 2015 Minority Report - als Lily Vega - 2 afl.
- 2010 – 2015 Parenthood – als Renee Trussell – 15 afl.
- 2012 Single Ladies - als Evelyn Lancaster - 3 afl.
- 2007 – 2009 Lincoln Heighst – als Dorothy Hammond – 5 afl.
- 2004 – 2005 CSI: Crime Scene Investigation – als rechter Witherspoon – 3 afl.
- 2005 ER – als Evelyn Pratt – 2 afl.
- 1999 – 2001 Family Law – als rechter Alice Kingston – 7 afl.
- 1998 – 2000 JAG – als Juanita Ressler – 2 afl.
- 1995 – 1996 American Gothic – als Loris Holt – 4 afl.
- 1995 Star Trek: Deep Space Nine – als Lee – 2 afl.
- 1994 South Central – als Joan Mosely – 10 afl.
- 1993 L.A. Law – als Faith Glassman – 2 afl.
- 1983 – 1988 Knots Landing – als Tina – 11 afl.